# Maiko-san chi no Makanai-san
Maiko-san chi no Makanai-san (舞妓さんちのまかないさん?) es un manga escrito e ilustrado por Aiko Koyama, serializado en el semanario Shōnen Sunday de Shōgakukan desde diciembre de 2016. Una adaptación a serie de anime fue anunciada en marzo de 2020.

## Media

### Manga
Maiko-san chi no Makanai-san está escrita e ilustrada por Aiko Koyama. Se empezó a publicar en las ediciones combinadas 5 y 6 de la revista Weekly Shōnen Sunday de Shōgakukan el 28 de diciembre de 2016. Shōgakukan ha compilado los capítulos individuales en once volúmenes tankōbon desde abril de 2017.

#### Lista de volúmenes
| N.º | Fecha de publicación     | ISBN               |
| --- | ------------------------ | ------------------ |
| 1   | 12 de abril de 2017      | ISBN 9784091275622 |
| 2   | 18 de julio de 2017      | ISBN 9784091277268 |
| 3   | 12 de septiembre de 2017 | ISBN 9784091278289 |
| 4   | 12 de diciembre de 2017  | ISBN 9784091280282 |
| 5   | 12 de abril de 2018      | ISBN 9784091281883 |
| 6   | 12 de junio de 2018      | ISBN 9784091283290 |
| 7   | 12 de septiembre de 2018 | ISBN 9784091285379 |
| 8   | 12 de diciembre de 2018  | ISBN 9784091287526 |
| 9   | 12 de marzo de 2019      | ISBN 9784091288837 |
| 10  | 12 de junio de 2019      | ISBN 9784091292582 |
| 11  | 12 de septiembre de 2019 | ISBN 9784091293893 |
| 12  | 12 de septiembre de 2019 | ISBN 9784091294890 |
| 13  | 12 de marzo de 2020      | ISBN 9784098500888 |

### Adaptaciones
En marzo de 2020, se anunció que la serie se adaptará a una serie de anime que se emitirá en NHK. El 25 de febrero de 2021 se estrenó en la cadena televisa NHK y tiene un total de 12 episodios, los cuales se emiten de forma mensual.
En enero de 2022 se anunció la producción de una serie de televisión basada en el manga, con guion y dirección de Hirokazu Koreeda, titulada Makanai: la cocinera de las maiko. La serie, de nueve episodios, se estrenará en Netflix el 12 de enero de 2023.

## Recepción
Hasta octubre de 2019, el manga tenía 700 000 copias en circulación, y más de 1 millón hasta marzo de 2020. En 2020, el manga ganó el 65.º premio Shōgakukan por la categoría shōnen.